# Joseph Holbrooke ’98
Joseph Holbrooke ’98 ist das erste Album des Joseph Holbrooke Trio, bestehend aus Derek Bailey, Gavin Bryars und Tony Oxley. Die am 10. September 1998 im Stadtgarten, Köln, vom WDR mitgeschnittenen Aufnahmen erschienen 2000 auf dem Label Incus Records.

## Hintergrund
Das Trio aus dem Gitarristen Derek Bailey, dem Bassisten Gavin Bryars und dem Schlagzeuger Tony Oxley, zusammen bekannt als Joseph Holbrooke Trio, war in den 1960er Jahren eine der ersten frei improvisierenden Gruppen in Großbritannien. Die drei Musiker hatten sich seit 1962 im englischen Sheffield getroffen und damit begonnen, die Grenzen des Modalen Jazz hin zu freieren Formen des musikalischen Ausdrucks zu erweitern. In seinen Anfängen machte das Trio (benannt nach dem britischen Komponisten Joseph Holbrooke) weder Studioaufnahmen noch zeichnete es Live-Auftritte auf, die bis 1966 wöchentlich in einem Club stattfanden. Es existieren zwar einige Aufnahmen; veröffentlicht wurde aber lediglich der Mitschnitt einer Probe („Miles Mode“), die 1965 im Haus von Bryars stattfand (Joseph Holbrooke ’65 – Rehearsal Extract 10’ 26, erschienen als Incus-Single CDSingle01).
Als sich die Gruppe 1966 auflöste, nachdem sie mehrere Monate zuvor den amerikanischen Saxophonisten Lee Konitz auf einer kurzen Tournee durch Nordengland begleitet hatte, machten sich Bailey und Oxley getrennt auf den Weg nach London, wo sich der Schlagzeuger dem Trio des Pianisten Gordon Beck anschloss. Es dauerte 32 Jahre, bis sich auf Initiative des damaligen WDR-Redakteurs Ulrich Kurth die drei Musiker im September 1998 zu einem Wiedersehenskonzert zusammentaten, das den Auftakt eines zweitägigen Festivals zu Oxleys 60. Geburtstag im Kölner Stadtgarten bildete, aufgezeichnet und nach einer Hörfunksendung im Dezember 1998 2000 auf Incus Records veröffentlicht wurde. Für ein weiteres, längeres Stück, das allerdings nicht wieder veröffentlicht wurde, erweiterten sich die drei im Stadtgarten zudem um Bill Dixon, Philipp Wachsmann und den Elektroniker Matt Wand zu einem Joseph Holbrooke Sextet. Drei Monate später gaben sie als Joseph Holbrooke Trio ein Konzert für etwa zwölf geladene Gäste im Moat Studio (The Moat Recordings, erschienen 2006); im Januar 1999 spielten sie noch ein Konzert in Antwerpen.

## Titelliste
- Joseph Holbrooke Trio: Joseph Holbrooke ’98 (Incus CD39)[10]

1. Mining the Archive 16:14
2. JH 98 – 2 17:56
3. Bob 3:20

## Rezeption

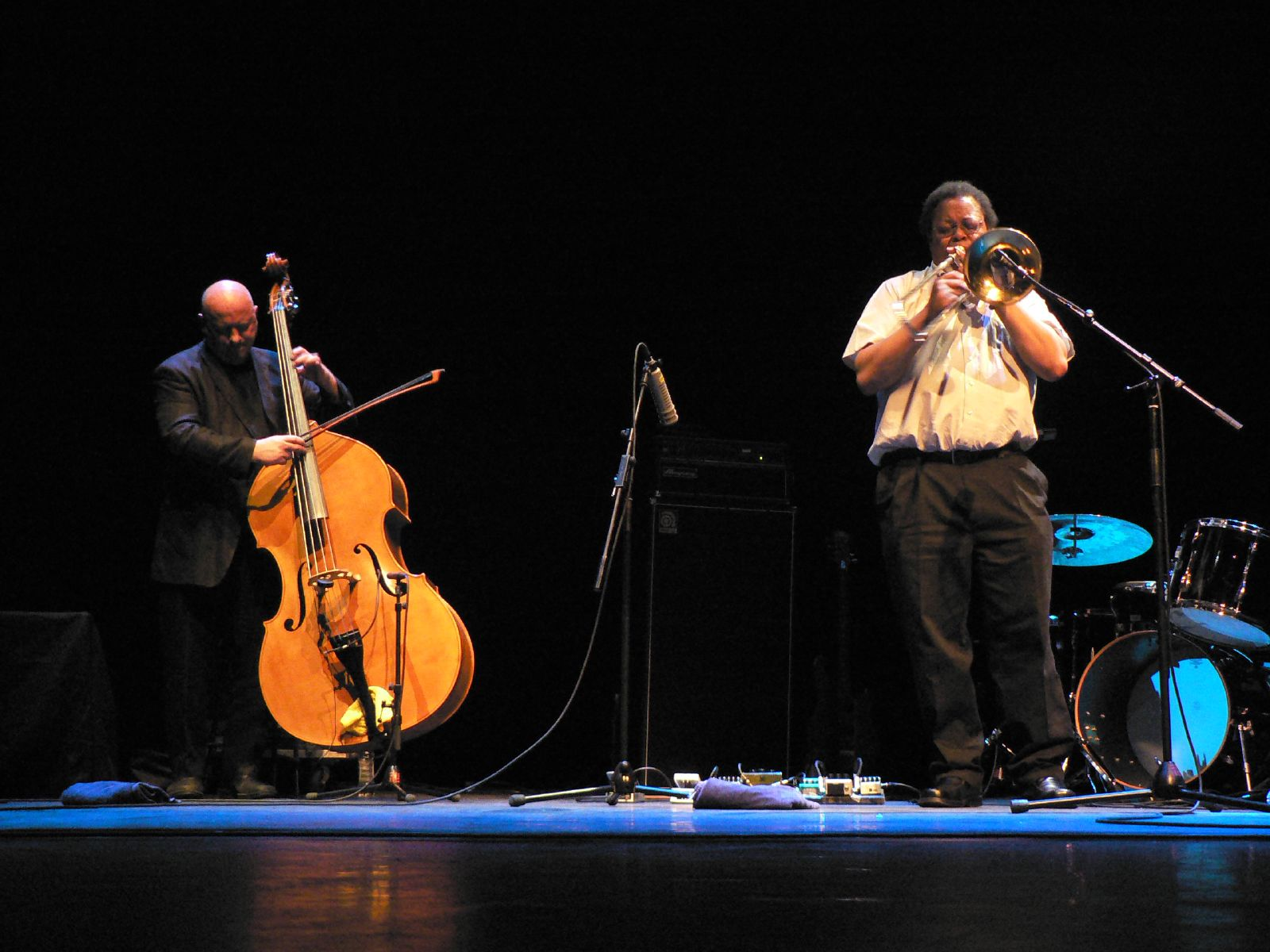
Gavin Bryers (links) mit dem Posaunisten George Lewis 2006

Brian Olewnick verlieh dem Album in Allmusic viereinhalb Sterne und schrieb, angesichts dessen, dass Bryars – im Gegensatz zu Bailey und Oxley, die im Großen und Ganzen der freien Improvisationsästhetik treu blieben – in den Jahren zuvor seinen eigenen kompositorischen Weg eingeschlagen hatte und sich Olewick zufolge sogar „einer hauchdünnen Romantik hingab“, sei es besonders ermutigend zu hören, wie gut der Bassist auf dieses Reunion-Konzert reagierte und perfekt zu dem nicht-idiomatischen Spiel gepasst habe, das seine Mitstreiter so sehr bevorzugen. Obwohl das Programm nur kurz sei, wirkten die Stücke dennoch weitläufig, gemächlich und gelassen, ganz wie ein entspanntes Gespräch zwischen alten Freunden. Oxleys einzigartiger koloristischer Ansatz würde sich gut für diese Art von Zusammenspiel eignen, indem er sich auf die Zupf- und Schwellbewegungen, die Bailey zu einem Arbeitsvokabular entwickelt habe, abstimme und darauf reagiere. Dies sei eine schöne Aufnahme von drei Meistern, die wohl jeder Fan freier Improvisation gerne besitzen würde.